# Beli Potok pri Lembergu
Beli Potok pri Lembergu je naselje u slovenskoj Općini Šmarje pri Jelšahu. Beli Potok pri Lembergu se nalazi u pokrajini Štajerskoj i statističkoj regiji Savinjskoj. 

## Stanovništvo
Prema popisu stanovništva iz 2002. godine naselje je imalo 44 stanovnika.